# 358년

## 연호
- 동진(東晉) 승평(昇平) 2년
- 전량(前凉) 건흥(建興) 46년
- 전연(前燕) 광수(光壽) 2년
- 전진(前秦) 영흥(永興) 2년
- 대(代) 건국(建國) 21년

## 기년
- 동진(東晉) 목제(穆帝) 14년
- 신라(新羅) 내물 마립간(奈勿麻立干) 3년
- 고구려(高句麗) 고국원왕(故國原王) 28년
- 백제(百濟) 근초고왕(近肖古王) 13년